# 余鎮遠
余鎮遠（1922年5月25日—1978年10月17日），廣東台山人，到臺灣後，在高雄縣湖內鄉大湖國小任教時為救學生殉職，於該校立碑紀念。

## 殉職

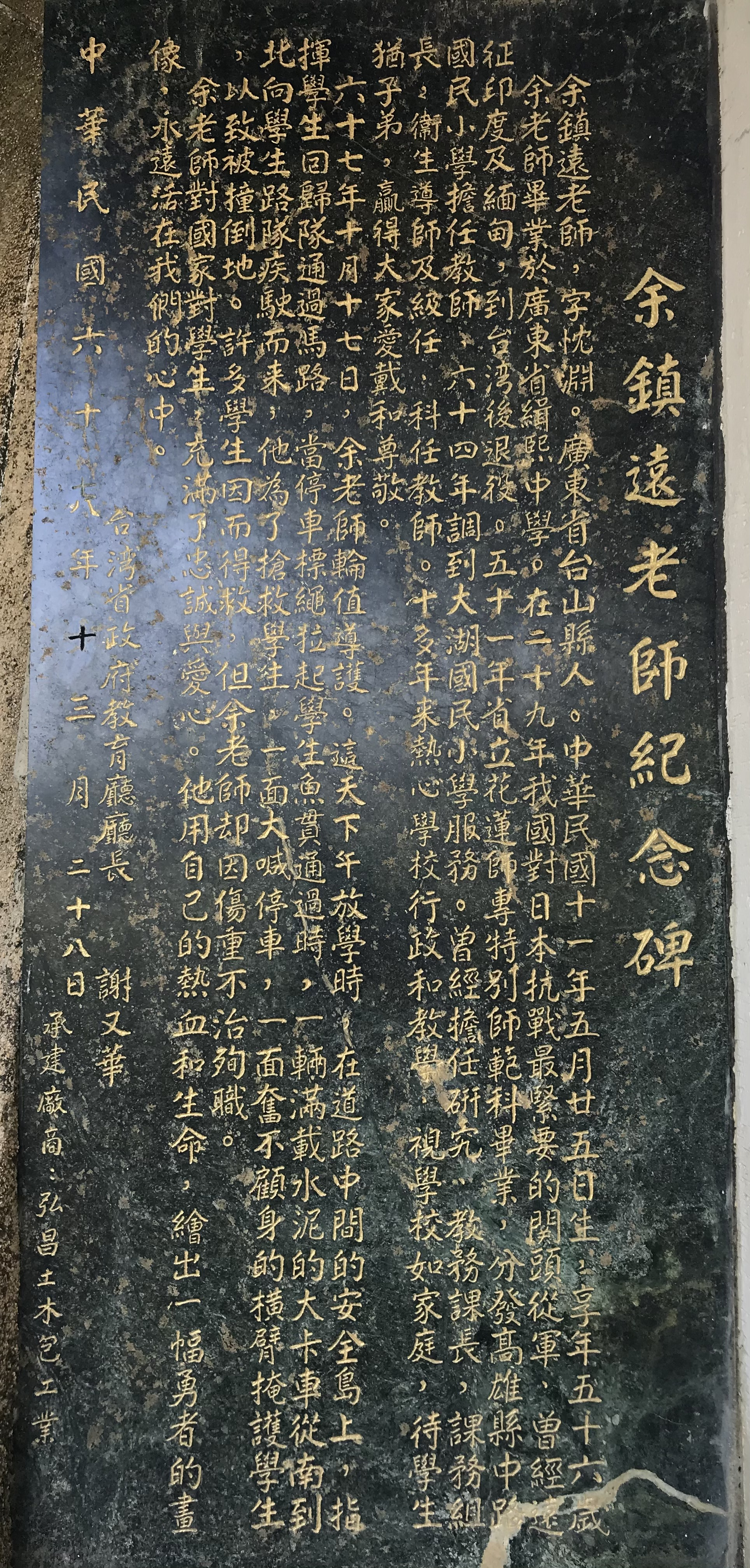
碑文

余鎮遠為臺山縣人，生於1922年5月25日，單身，隻身在臺，花蓮師專特別師範科畢業。1962年，他到高雄縣的國小任教後，會對清寒學子全力濟助，極獲師生敬重。
1978年10月17日下午4點，大湖小學放學時刻，為護送學生沿臺1線南行回家，由余鎮遠與江淑瑤等導師在大湖市場十字路口安全島上指揮交通。25分，一輛自司機施順苗駕駛、滿載水泥的大卡車從南向北行高速駛來，闖越紅燈。正當大卡車快撞及學生隊伍時，余鎮遠立即跑到快車道中央，企圖以肉身阻止通過，但此時車已左急轉彎，撞上安全島上的水銀燈柱，又向北衝去，先撞倒十多名學生，造成學生樊鵬舉當場死亡，再跨上安全島，又撞了幾名學生才停下來。
余鎮遠在17日晚於路竹鄉林外科醫院（今高新醫院）不治後，大湖國小次日舉行升旗典禮時，全體師生在校長葉順天領導下，低頭靜默三分鐘，為罹難的余鎮遠及早先死亡的樊鵬舉哀悼。20日，教育部國民教育司司長毛連塭前往大湖國小哀悼。11月2日，台灣省議會教育質詢，議員施鐘响建議應為維護學生安全而殉職的高雄縣大湖國小教師余鎮遠、嘉義縣大林國小教師陳麗珠立碑，獲臺灣省政府教育廳廳長謝又華贊同。對此，作家何凡在《聯合報》專欄上，撰文呼籲重罰違規駕駛。臺灣省教育廳撥款新台幣六萬元，為余鎮遠在大湖國小興建大里石材的紀念碑，由謝又華在1979年3月28日舉行揭幕儀式。
此後每逢余鎮遠忌日，全校師生在朝會時會備妥香燭追悼。2000年，校長黃英夫任內，為紀念創校百年活動，擴大舉行追悼儀式。